# 키티 (가수)
키티(1997년 4월 3일 ~ )는 대한민국의 가수다. 2021년 싱글 앨범 [Kitty from the hell]로 데뷔했다.

## 방송
- 쇼미더머니 5 (2016) - 2차 예선 탈락
- 고등래퍼 1 (2017) - Top54
- 쇼미더머니 8 (2019)

## 음반
- Kitty from the hell (2021)
- 계획대로 (as planned) (2021)
- Mode (2022)
- FOGHORN (2022)
- Funk Soul (2022)
- Detox Room Cypher Vol. 4 (2023)

### TKT
- TKT Jersey Pack (2024)
- TKT Party Pack (2024)

## 피처링
- Hion <Lemonade> (2023)